# 特奥多鲁桑帕尤
特奥多鲁桑帕尤是巴西巴伊亚州的一个市镇。总面积277.766平方公里，总人口8361人，人口密度30.1人/平方公里。